# گذرگاه تگیرمان‌سو
گذرگاه تگیرمان‌سو (به ازبکی: تېگیرمان‌سوو داوانی، Tegirmonsuv dovoni) یک گردنه کوهستانی در مرز بین افغانستان و چین در رشته کوه هندوکش یا پامیر است. این مکان بین دره تگیرمان‌سو در انتهای شرقی پامیر کوچک و دره قره‌چغار در سین کیانگ، چین واقع شده‌است. از نظر تاریخی، این یکی از سه مسیر بین چین و واخان بود.
در سمت چین، یک پست مرزی چین در دره پایین قرار دارد. از سال ۱۹۹۰ تاکنون پیشنهادها و برنامه‌هایی از طرف دولت ولایت کاشغر برای گشودن این گذرگاه به عنوان مبادی ورود و خروج برای اهداف اقتصادی ارائه شده‌است.